# Milomir Marić
Milomir Marić (Gornji Milanovac 1956.) srpski je novinar i pisac. Trenutno radi kao voditelj na TV stanici Happy TV vodeći programe Ćirilica i Goli život.
Započeo je svoju novinarsku karijeru u beogradskom magazinu Duga, 1970ih. Postaje poznat praveći intervjue s jugoslavenskim disidentima,između ostalih s Franjom Tuđmanom, kojeg je intervjuirao 1981. 
Marić je napravio dosta intervjua i s ostarjelim komunistima 1980ih koji su mu poslužili kao građa za knjigu Deca komunizma (koju je objavio 1987) i koja je postalna kultna u bivšoj državi. Vladimir Dedijer mu je bio mentor u periodu 1979. – 1986. dok je pisao knjigu. Knjiga je doživjela veliki uspjeh nakon čega je pozvan držati predavanja na Yaleu, Harvardu i Princetonu.
Ranih 1990ih vraća se u Beograd, gdje obnaša službu glavnog urednika magazina Duga. Iako je magazin kritizirao režim Slobodana Miloševića, Miloševićeva supruga, Mirjana Marković, imala je svoju kolumnu u magazinu u to vrijeme, koja je ismijavana zbog svoje peoetske naivnosti. Tijekom ovog perioda, novinarka Duge Dada Vujasinović, umire od posljedica ranjavanja vatrenim oružjem pod čudnim okolnostima (iako je službeno objavljeno da je to bilo samoubojstvo).
Marić kasnije počinje raditi i za druge magazine sve do 2001., kada postaje direktor BK televizije. Danas radi kao voditelj na Happy televiziji.
2014. godine izlazi i drugi nastavak knjige Deca komunizma.